# Werner Israel
Werner Israel, né le 4 octobre 1931 à Berlin en Allemagne et mort le 18 mai 2022, est un professeur, physicien et cosmologue canadien.

## Biographie
Werner Israel naît le 4 octobre 1931,, à Berlin,,. Il est l'aîné des deux fils, d'Arthur Israel et de son épouse Marie, née Kappauf. À l'âge de cinq ans, sa famille émigre en Union sud-africaine et s'établit au Cap où son père exerce d'abord l'activité de vendeur itinérant puis celle de comptable. À la fin des années 1930, ses parents tombent tous deux gravement malades et son jeune frère et lui sont tous deux admis à l'orphelinat juif du Cap. Ils y passent quatre années « spartiates mais pas malheureuses ». À l'orphelinat, les samedis soir sont parfois animés par des diaporamas astronomiques de Jack Simenhoff, un enseignant et astronome amateur. Devant son intérêt pour l'astronomie, son père obtient d'un colporteur, en échange d'un vieux costume, une ancienne encyclopédie contenant des données quantitatives sur les planètes et les étoiles. Bientôt, il « hante » la bibliothèque publique sud-africaine, s'y rendant tous les deux jours pour y étudier de près chaque livre d'astronomie disponible. Espérant comprendre pourquoi la température au centre du Soleil est de 40 millions de degrés, il se plonge dans The Internal Constitution of the Stars [« La Constitution interne des étoiles »] d'Arthur Eddington. Il « se heurte » alors aux mathématiques, barrière qu'il parvient à franchir à l'aide du Calculus Made Easy (en) [« Le Calcul (intégral et différentiel) à la portée de tous »] de Silvanus P. Thompson.
Werner Israel s'inscrit à l'Université du Cap,, à Rondebosch en 1949 et y obtient un baccalauréat ès sciences (BSc) en 1951, puis une maîtrise ès sciences (MSc) en 1954,. Il poursuit ses études supérieures sous la direction de John Lighton Synge. En 1958, il est nommé professeur adjoint au département de mathématiques de l'Université d'Alberta à Edmonton. En 1972, il est nommé professeur de physique à l'Université d'Alberta. En 1996, il est professeur associé de physique à l'Université de Victoria et s'installe à Oak Bay. Après avoir accédé à l'éméritat, il prend sa retraite en 2007.
Il est l'éponyme du théorème d'Israel. Il a énoncé en 1967 le théorème de calvitie, selon lequel les trous noirs que l'on peut trouver dans l'univers sont entièrement décrits par leur masse, leur charge électrique et leur moment cinétique, et aucun autre paramètre. Il a également énoncé un résultat important en cosmologie branaire, les conditions d'Israel, qui décrivent les variations d'un champ gravitationnel à la traversée d'une fine surface de matière (une brane).

En médiation scientifique, Werner Israel est cité, pour sa comparaison d'un trou noir avec une bulle de savon, analogie qu'il a proposée dès 1987 tout en l'attribuant à Charles W. Misner : 
« [A black hole] can be visualized as an elemental, self-sustaining gravitational field which has severed all causal connection with the material source that created it, and settled, like a soap bubble, into the simplest configuration consistent with the external constraints. Only three characteristics of the collapsing star survive in this final state: mass, angular momentum and (in principle) charge. »
— Werner Israel.
        
« [Un trou noir] peut être vu comme un champ gravitationnel élémentaire et autonome qui a coupé tout lien de cause à effet avec la source matérielle qui l'a créé, et s'est installé, comme une bulle de savon, dans la configuration la plus simple compatible avec les contraintes externes. Seules trois caractéristiques de l'étoile s'effondrant survivent dans cet état final : la masse, le moment cinétique et (en principe) la charge. »

## Distinctions
- 1972 : Fellow de la Société royale du Canada[13]
- 1981 : Médaille de l'ACP pour contributions exceptionnelles de carrière à la physique[14]
- 1984 : Prix Izaak-Walton-Killam[15]
- 1986 : membre de la Royal Society[16]
- 1993 : Officier de l'Ordre du Canada[17]
- 1994 : docteur honoris causa de l'université de Tours[18]
- 1995 : Prix ACP-CRM[19]
- 2002 : membre distingué de l'Institut canadien de recherches avancées[20]
- 2013 : membre de la Société internationale de relativité générale et de gravitation[21]

## Publications
(liste non exhaustive)
- (en) W.Israël, Singular hypersurfaces and thin shells in general relativity. Nuovo Cim.B44S10:1,1966, Erratum-ibid.B48:463,1967, Nuovo Cim.B44:1,1966 (entrée SPIRES)
- (en) W.Israël, Thermo field dynamics of black holes. Phys.Lett.A57:107-110,1976 (entrée SPIRES)
- [Israel 1967] (en) Werner Israel, « Event horizons in static vacuum space-times » [« Horizons des événements dans les espaces-temps vides statiques »], Phys. Rev., vol. 164, no 5,‎ déc. 1967, p. 1776-1779 (OCLC 4644982839, DOI 10.1103/PhysRev.164.1776, Bibcode 1967PhRv..164.1776I, résumé).
- (en) W.Israël, J.M. Stewart, Transient relativistic thermodynamics and kinetic theory.  Annals Phys.118 :341-372,1979 (entrée SPIRES)
- (en) W.Israël, E. Poisson, Internal structure of black holes. Phys.Rev.D41:1796-1809,1990 (entrée SPIRES)
- (en) C. Barrabès, W. Israël, Thin shells in general relativity and cosmology: The Lightlike limit. Phys.Rev.D43:1129-1142,1991 (entrée SPIRES)
- (en) W.Israël, Nonstationary irreversible thermodynamics: A Causal relativistic theory. Annals Phys.100 :310-331,1976 (entrée SPIRES)
- (en) W.Israël, Event horizons in static electrovac space-times. Commun.Math.Phys.8:245-260,1968 (entrée SPIRES)
- [Israel 1987] (en) Werner Israel, « Dark stars : the evolution of an idea », dans Stephen Hawking et Werner Israel (éd.), Three hundred years of gravitation, Cambridge, CUP, hors coll., 1987 (réimpr. mars 1989), 1re éd., XIII-690 p., 17,2 × 24,5 cm (ISBN 0-521-34312-7 et 0-521-37976-8, EAN 9780521379762, OCLC 299412629, BNF 35046285, Bibcode 1987thyg.book.....H, SUDOC 020207778, présentation en ligne, lire en ligne), p. 199-276.
- [Israel 2003] (en) Werner Israel, « Black hole thermodynamics », dans Leonardo Fernández-Jambrina et Luis Manuel González-Romero (éd.), Current trends in relativistic astrophysics : theoretical, numerical, observational, Berlin, Springer, coll. « Lecture notes in physics » (no 617), janvier 2003, 1re éd., XII-241 p., 15,5 × 23,5 cm (ISBN 978-3-540-01983-1 et 978-3-662-14420-6, EAN 9783540019831, OCLC 469455931, BNF 38993441, DOI 10.1007/3-540-36973-2, SUDOC 076035263, présentation en ligne, lire en ligne), p. 15-39.

#### Dictionnaires et encyclopédies
- [Kamal 1999] (en) Abdul Naim Kamal, « Israel, Werner », dans James H. Marsh (éd. et préf.) (av.-prop. d'Avie Bennett), The Canadian encyclopedia : year 2000 edition [« L'encyclopédie canadienne : édition de l'an 2000 »], Toronto, McClelland & Stewart, nov. 1999 (1re éd. sept. 1985), 1 vol., LXVI-2573, 22,2 × 28,6 cm (ISBN 0-7710-2099-6, EAN 9780771020995, OCLC 491111508, BNF 37571859, SUDOC 060865822, lire en ligne), s.v. Israel, Werner, p. 1197, col. 3.
- [RFJI 1983] (en) RFJI, « Israel, Werner », dans Herbert A. Strauss et Werner Röder (dir.) (préf. de Curt C. Silberman et Martin Broszat, introd. de Herbert A. Strauss, avec Werner Röder et Horst Möller), International biographical dictionary of Central European emigrés : 1933-1945 [« Dictionnaire biographique international des émigrés d'Europe centrale : 1933-1945 »], t. II : The arts, sciences and literature [« Arts, sciences et littérature »], Munich, New York, Londres et Paris, K. G. Saur, 1983, 1re éd., 2 vol., XCIV-1316, 30 cm (ISBN 3-598-10089-2, EAN 9783598100895, OCLC 489562286, BNF 36624968, DOI 10.1515/9783110970272, SUDOC 001211870, lire en ligne), 1re part. [« A-K »], s.v. Israel, Werner, p. 554, col. 1.
- [Watts 2019] (en) Richard Watts, « My friend, the genius : piece of Stephen Hawking history almost lost to time », Times Colonist,‎ 5 mai 2019 (lire en ligne).